# Chalcosyrphus curvarius
Chalcosyrphus curvarius is een vliegensoort uit de familie van de zweefvliegen (Syrphidae). De wetenschappelijke naam van de soort is voor het eerst geldig gepubliceerd in 1941 door Charles Howard Curran.